# Estudio de grabación
Un estudio de grabación es un recinto insonorizado y acondicionado acústicamente destinado al registro de sonido. El estudio de grabación es un conjunto de aparatos tecnológicos que graban y modifican el sonido, armonía, melodía, timbre, tono, entre otras muchas funciones para el mejoramiento de la música.

## Descripción
Un estudio común está formado por dos salas o cámaras aisladas acústicamente entre sí:
- sala de captación (o simplemente estudio), destinada a la toma de sonido, equipada con la microfonía y líneas de envío a la sala de control;
- sala de control, en la que se ubican los equipos destinados a la grabación y posterior proceso de sonido (mesa de mezclas, multipistas, ordenadores, racks de proceso, equipo de monitores, etc.).

Uno de los aspectos más importantes en su diseño es la insonorización, de manera que el sonido exterior no penetre e interfiera en las grabaciones. Esto se consigue mediante la aplicación de diversos materiales especiales (absorbentes y aislantes) y el uso de cámaras de aire. Por otro lado, dichos materiales se emplean también para conseguir ciertas condiciones acústicas específicas en el interior, como tiempos de reverberación determinados, optimización de la difusión del campo sonoro, prevención de formación de ondas estacionarias, etc.

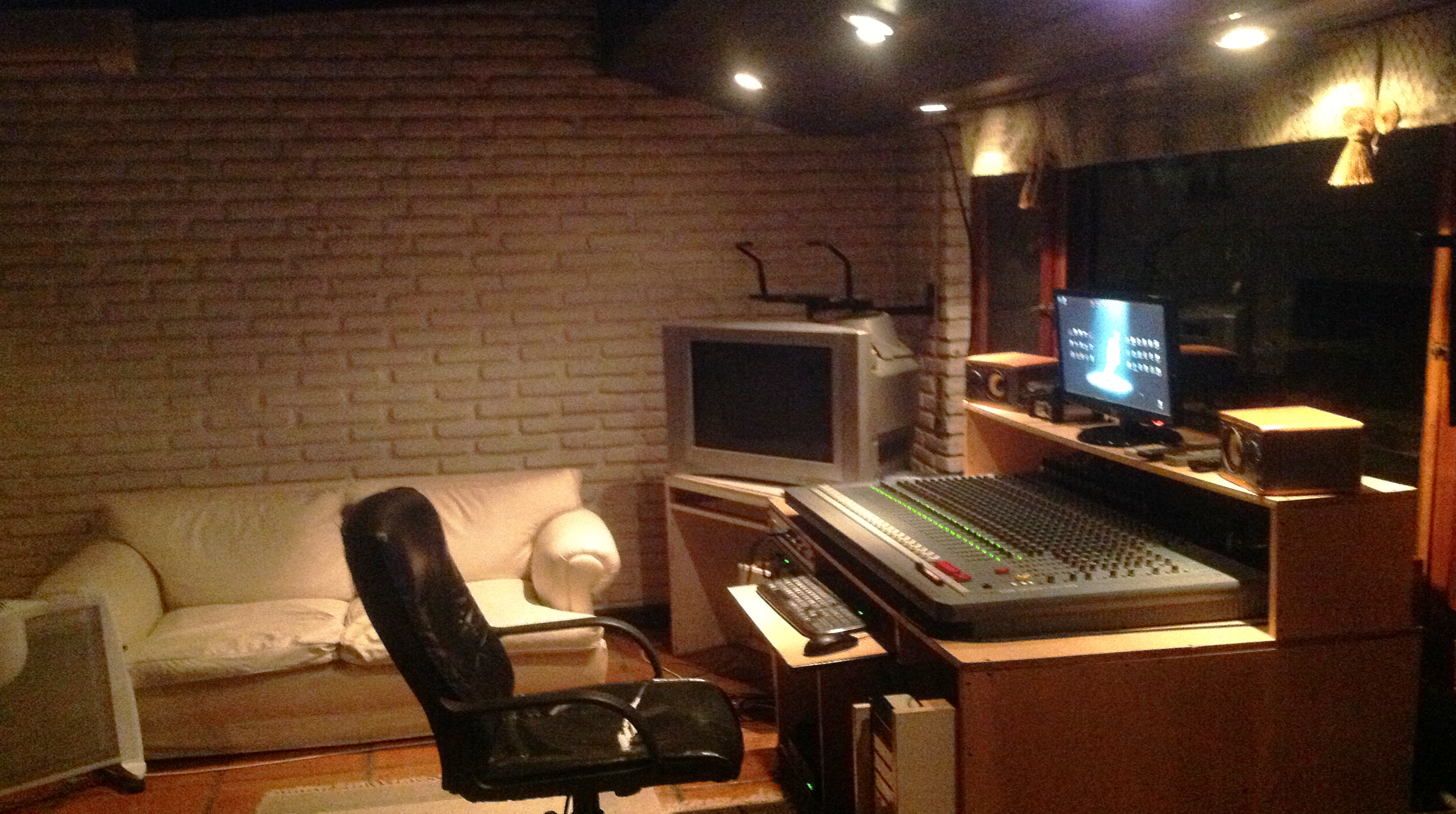
Sala de control de un estudio de grabación profesional.